# Privilegium Minus
Privilegium Minus er et dokument udstedt af Frederik I den 17. september 1156. Det inkluderer ophøjelsen af markgrevskabet Østrig til et hertugdømme, hvilket blev givet som et len med arvefølge til Huset Babenberg. Dets modtager var Frederik I's farbror, markgreve Heinrich II. Anvisninger medførte, at arven også kunne gå gennem kvindelige medlemmer af hertugfamilien, og i fald ingen arvinger fødtes var hertugen berettiget til at udpege en efterfølger (Libertas Affectandi). Hertugen var forpligtet til at medvirke ved Reichstag begrænset til de sager, der var sammenkaldt til i Bayern. Østrig var også kun forpligtet til at stille med tropper til kejseren i krige bestridt i dets omegn.
Privilegium Minus skal ses i lyset af den længerevarende konflikt der bestod mellem Huset Hohenstaufen og Huset Welfen i det tysk-romerske rige, som den dengang unge kejser, der var efterkommer af begge slægter, ønskede en ende på. Hertugdømmet Bayern, som Babenbergerne havde kontrolleret siden 1139, blev tilbagegivet til Henrik Løve fra Huset Welfen. Som erstatning for tabet blev Østrig ophøjet til et hertugdømme. Dette blev dengang betragtet som et tab for hertug Heinrich II. Først meget senere viste dokumentet sig at være det grundliggende dekret for, hvad der senere skulle blive en nation. Af den grund betegnes året 1156 nogle gange som Østrigs uafhængighed fra Bayern.
 Der er for få eller ingen kildehenvisninger i denne artikel, hvilket er et problem. Du kan hjælpe ved at angive troværdige kilder til de påstande, som fremføres i artiklen.